# Silvia Eisenstein
Silvia Eisenstein, pianista, compositora, directora de orquesta y coro, pedagoga venezolana de origen argentino, nació en la ciudad de Buenos Aires, Argentina, el 5 de enero de 1917 y falleció en la ciudad de Caracas, Venezuela, el día 13 de agosto de 1986.

## Biografía
Recibió clases desde muy niña de los maestros argentinos Ernesto Drangosch y Esperanza Lothringer. A los 6 años sus profesores la presentaron ante el público y a los 9 dio su primer concierto. Estudió piano con Jerzy Lalewicz durante 8 años y en el Conservatorio Nacional de Música y Arte Escénico, piano, composición y dirección de orquesta y coro. Después partiría hacia Francia gracias a una beca del gobierno francés y seguiría estudios en el Conservatorio Nacional de París.
A su vuelta a Argentina investigaría la música de su país junto con su esposo Carlos Vega, recopilando abundante material y grabando varios discos con la casa Odeón. Recibió el Premio Nacional de Composición.
Durante este tiempo funda las siguientes orquestas y conjuntos musicales: Orquesta Argentina de Cuerdas, Orquesta Argentina de Cámara, Conjunto Vocal Argentino y Coro de la Asociación de Compositores Argentinos.
Durante el año 1963 realizó una gira en Venezuela tras la cual decidiría quedarse en dicho país, cuya nacionalidad adoptó en 1977. En Venezuela colabora con la Reforma Musical llevada a cabo bajo la dirección de Gonzalo Castellanos Yumar, impartiendo clases para la Formación Coral, y de piano en la Escuela de Música Lino Gallardo. Creó el Coro de Cámara de la Universidad Central de Venezuela (UCV). Estudió la música autóctona de Venezuela a través del Instituto Interamericano de Etnomusicología y Folklore (INIDEF) —actual Fundación de Etnomusicología y Folklore (FUNDEF) institución fundada por Isabel Aretz—, con el soporte de la Organización de Estados Americanos (OEA). Fue también profesora de etnomusicología de la Escuela de Artes de la UCV e impartió la docencia, gracias a su labor en la INIDEF. Fue así mismo Directora de los Madrigalistas de Aragua (1973-1986).
En julio se celebra el Concurso Internacional de Piano Silvia Eisenstein.
Parte de su legado musical manuscrito se encuentra a resguardo en el Instituto de Investigación en Etnomusicología del Gobierno de la Ciudad de Buenos Aires.
Entre sus alumnos están el compositor venezolano Federico Ruiz, dirección coral.

## Obra
- Música incidental para La Salamanca. Misterio colonial (obra teatral de Ricardo Rojas), junto con Carlos Vega, 1943.[3]
- Armonización de danzas y canciones para orquesta, entre 1943 y 1952, junto con Carlos Vega
- Música para la película «Alma liberada», en 1951, junto con Carlos Vega.[4]
- Supay (ballet), Teatro Colón de Buenos Aires, 18 de noviembre de 1953.[5]
- Adoración, soprano solista y cuatro voces mixtas a capela.
- ¡Echen coplas Compañeros!, canon

## Discografía
- Canciones y Danzas Argentinas. Recogidas por Vega. Orquesta Argentina de Cuerdas, directora. 5 discos, Odeón, 1943.
- Danzas populares argentinas. Recopiladas por Vega. Orquesta de Cámara, directora.